# 格倫短吻長尾鱈
格倫短吻長尾鱈，為輻鰭魚綱鱈形目鼠尾鱈科的其中一種，分布於中西大西洋墨西哥灣及加勒比海海域，屬深海底棲性魚類，深度1000-1500公尺，本魚吻短且鈍，眼大，體黑褐色至黑色，鰓腔黑色，體長可達25公分，棲息在大陸坡底層水域，生活習性不明。

## 扩展阅读
維基物種上的相關：格倫短吻長尾鱈